# Tréduder
Tréduder (bret. Treduder) – miejscowość i gmina we Francji, w regionie Bretania, w departamencie Côtes-d’Armor.